# Malcolm Browne

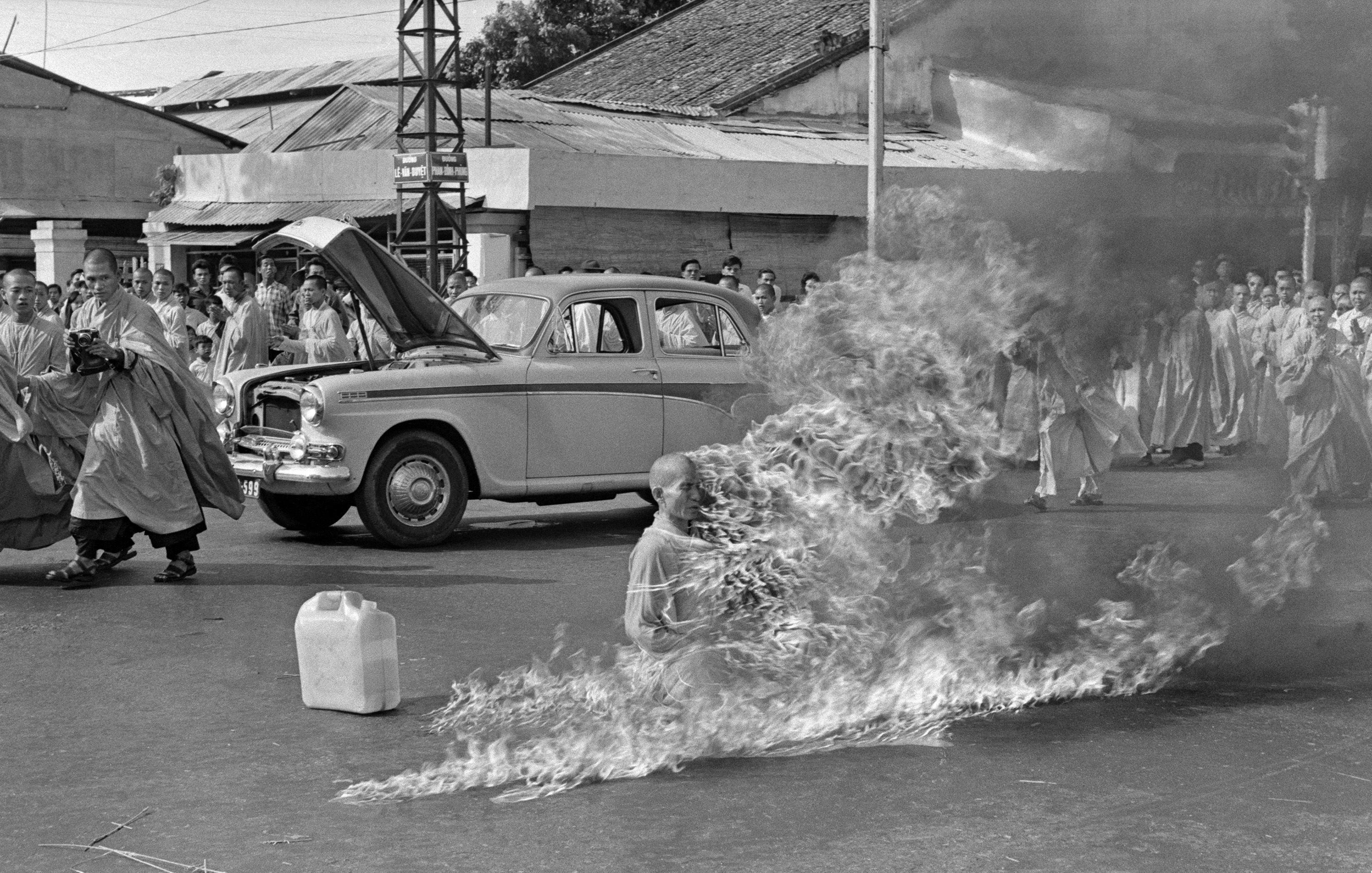
Fotografía de Browne de la autoinmolación de Thích Quảng Đức en la que permaneció completamente inmóvil.

Malcolm Browne (Nueva York, 17 de abril de 1933 - Nuevo Hampshire, 27 de agosto de 2012) fue un periodista y fotógrafo estadounidense ganador del premio Pulitzer. Su trabajo más conocido es la foto de la auto-inmolación del monje budista Thích Quảng Đức en 1963.

## Primeros años
Browne nació y se crio en Nueva York. Su madre fue una cuáquera con fervorosas opiniones en contra de la guerra, su padre fue un arquitecto católico. Browne asistió a la Friends Seminary, una escuela cuáquera de Manhattan desde preescolar hasta el duodécimo de posgrado. Más tarde asistió a la Swarthmore College en Pensilvania y estudió química.

## Trayectoria
Su carrera como periodista comenzó cuando fue reclutado durante la guerra de Corea y asignado a la edición de Stars and Stripes donde trabajó por dos años. Trabajó para la Times Herald-Record de Middletown, luego se unió a la Associated Press (AP), y trabajó en Baltimore desde 1959 hasta 1961, momento en el que fue nombrado corresponsal en jefe de Indochina. El 11 de junio de 1963 tomó sus famosas fotografías de la muerte de Thích Quảng Đức. Luego de haber ganado el Premio Pulitzer en Periodismo de Asuntos Internacionales, y haber recibido muchas ofertas de trabajo, finalmente dejó AP en 1965. 
Trabajó para la cadena ABC de televisión un año, pero se mostró insatisfecho con el periodismo televisivo. Trabajó independientemente durante varios años e hizo un año de beca en la Universidad de Columbia con el consejo de relaciones exteriores. En 1968, se unió a The New York Times, y en 1972 se convirtió en su corresponsal para Sudamérica. Antes de convertirse en periodista, trabajó como químico, y en 1977, se convirtió en un periodista científico, y se desempeñó como redactor jefe de Discover, regresando a Times en 1985. En 1991, cubrió la guerra del Golfo.
Browne murió el lunes 27 de agosto de 2012, por complicaciones de la enfermedad de Parkinson.

## Reconocimientos
- World Press Photo of the Year (1963)
- Premio Pulitzer de Reportaje Internacional (1964)
- Premio George Polk por su valor en el periodismo[3]
- Premio Overseas Press Club
- Premio James T. Grady-James H. Stack de Interpretación de Química para el público, American Chemical Society (1992)
- Miembro honorario de Sigma Xi (2002)[4]